# Johannes Zachhuber
Johannes Zachhuber (* 1967) ist ein deutscher evangelischer Theologe.

## Leben und Wirken
Zachhuber ist der Sohn der Theologen Waltraut und Gerhard Zachhuber. Er studierte evangelische Theologie an der Universität Rostock, der Humboldt-Universität zu Berlin und der University of Oxford, an der er 1998 mit einer Dissertation über Gregor von  Nyssa promovierte. Die Zeitschrift für Kirchengeschichte urteilte darüber: Zachhuber „hat sich ein Thema gewählt, das zu den schwierigsten der patristischen Theologiegeschichte gehört, nämlich die Frage nach Gregors Auffassung der ‚menschlichen Natur‘.“ 2011 habilitierte sich Zachhuber an der Humboldt-Universität. Nach einer Lehrtätigkeit an der Humboldt-Universität ist er heute Professor für historische und systematische Theologie  am Trinity College der Universität von Oxford.

## Werke (Auswahl)
- Human Nature in Gregory of Nyssa. Philosophical Background and Theological Significance. Leiden (Brill) 1999
- Theology as Science in Nineteenth-Century Germany: From F C Baur to Ernst Troeltsch. Oxford 2013
- Zwischen Idealismus und Historismus: Theologie als Wissenschaft in der Tübinger Schule und der Ritschlschule. Leipzig 2015
- Einigkeit und Recht und Werte. (mit Nils Ole Oermann) Münster (lit) 2001
- Was hat uns das Christentum gebracht? Versuch einer Bilanz nach zwei Jahrtausenden. 2002
- Gregory of Nyssa, Contra Eunomium: An English Version with Supporting Studies.
- Proceedings of the 10th International Colloquium on Gregory of Nyssa. Leiden (Brill) 2007
- Säkularisierung. Bilanz und Perspektiven einer umstrittenen These. Münster (lit) 2007 (mit Christina von Braun, Wilhelm Gräb)
- Religion and Politics in the United States and Germany: Old Divisions and New Frontiers. Münster (lit) 2007 (mit D. Pruin, Rolf Schieder)
- Die Welt als Bild. Berlin/New York (De Gruyter) 2008 (mit Christoph Markschies)
- Sacrifice and Modern Thought. Oxford (oup) 2013 (mit Julia Meszaros)
- Individuality in Late Antiquity. Farnham (Ashgate) 2014 (mit Alexis Torrance)
- Forgiving and Forgetting. Theology and the Margins of Soteriology. Tübingen 2015 (mit Hartmut von Sass).
- Zwischen Idealismus und Historismus. Theologie als Wissenschaft in der Tübinger Schule und in der Ritschlschule (= Arbeiten zur Kirchen- und Theologiegeschichte, Bd. 46). Evangelische Verlagsanstalt, Leipzig 2015, ISBN 978-3-374-04156-5.
- The Oxford Handbook of Nineteenth Century Christian Thought (Mitherausgeber)
- The Oxford Research Encyclopedia of Martin Luther (Mitherausgeber)